# بیابان‌رست
بیابان‌رُست (نام علمی: Eremophila) نام یک سرده از تیره گل‌میمونیان است. این گونه شامل بیش از ۲۶۰ قِسم مختلف است. تمامی این گونه‌ها بوم‌زاد استرالیا می‌باشند. یک گونه خاص با نام علمی ارموفیلا دبیلس، به نظر می‌رسد که از نیوزیلند به استرالیا رسیده باشد. بیابان‌رست‌ها، در مناطق خشک استرالیا و به ویژه در استرالیای غربی به وفور گسترده شده‌اند. اندازهٔ اغلب گونه‌ها کوچک و تا حدودی شبیه درختچه‌های کوچک می‌باشد. 

## نگارخانه

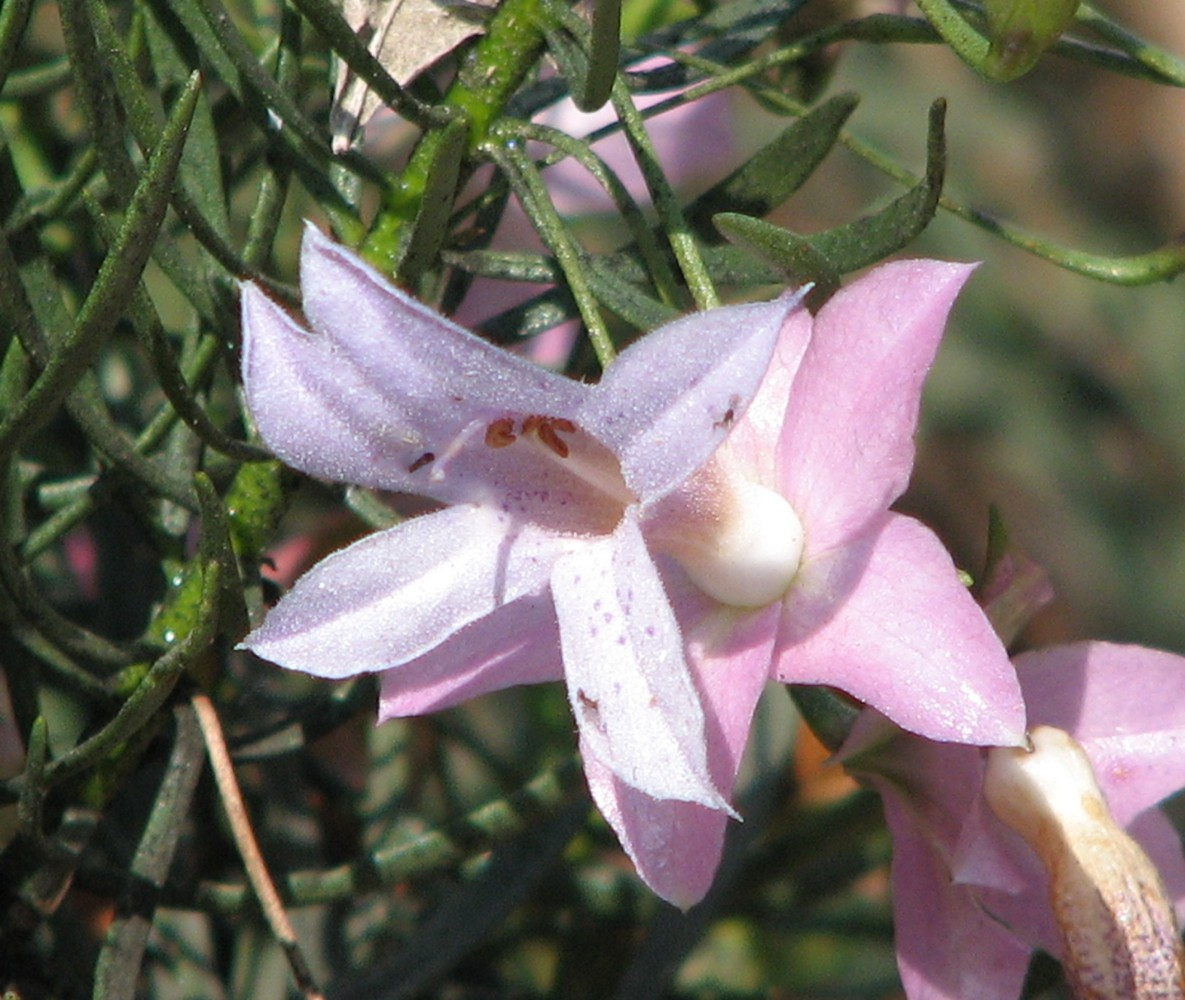
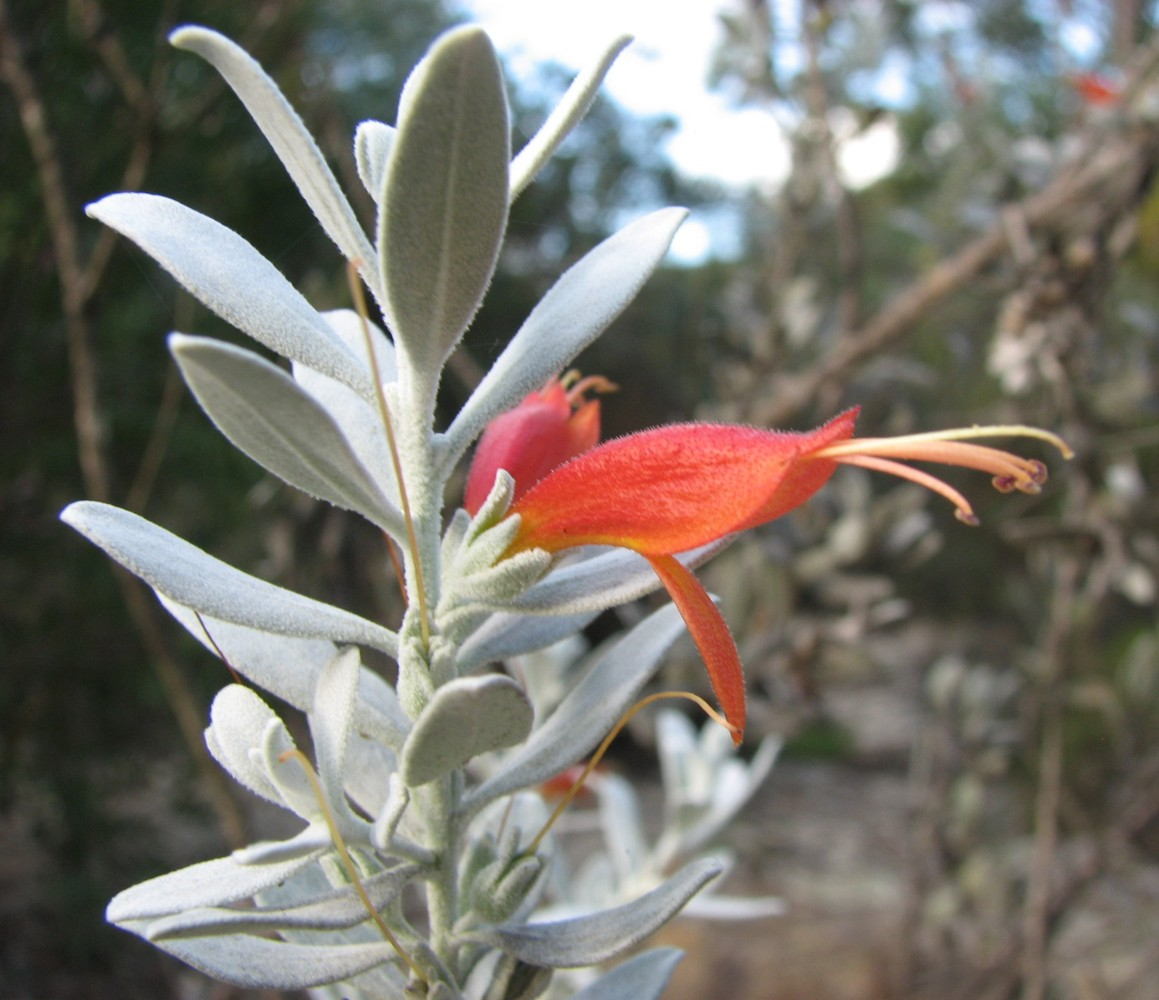
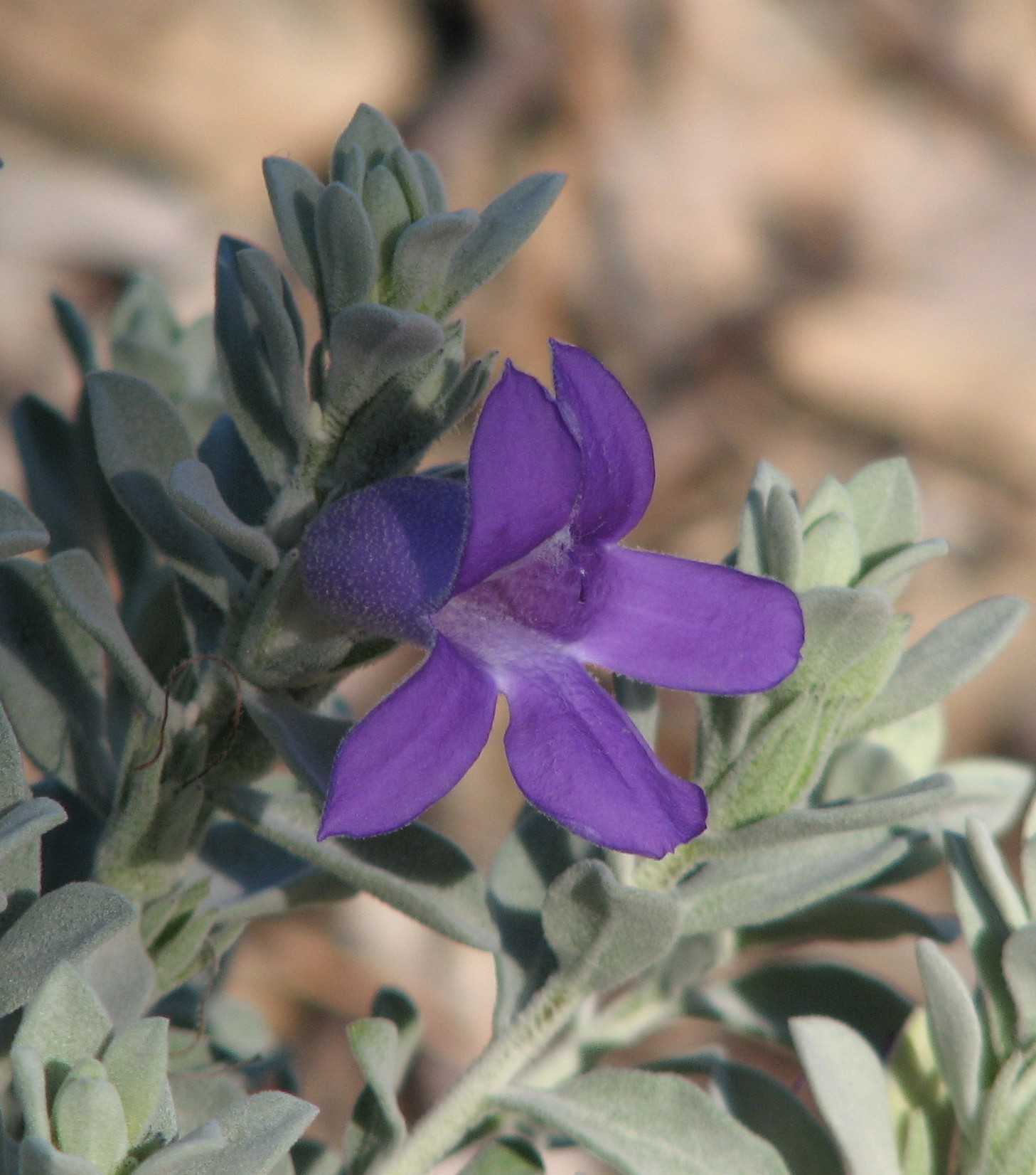
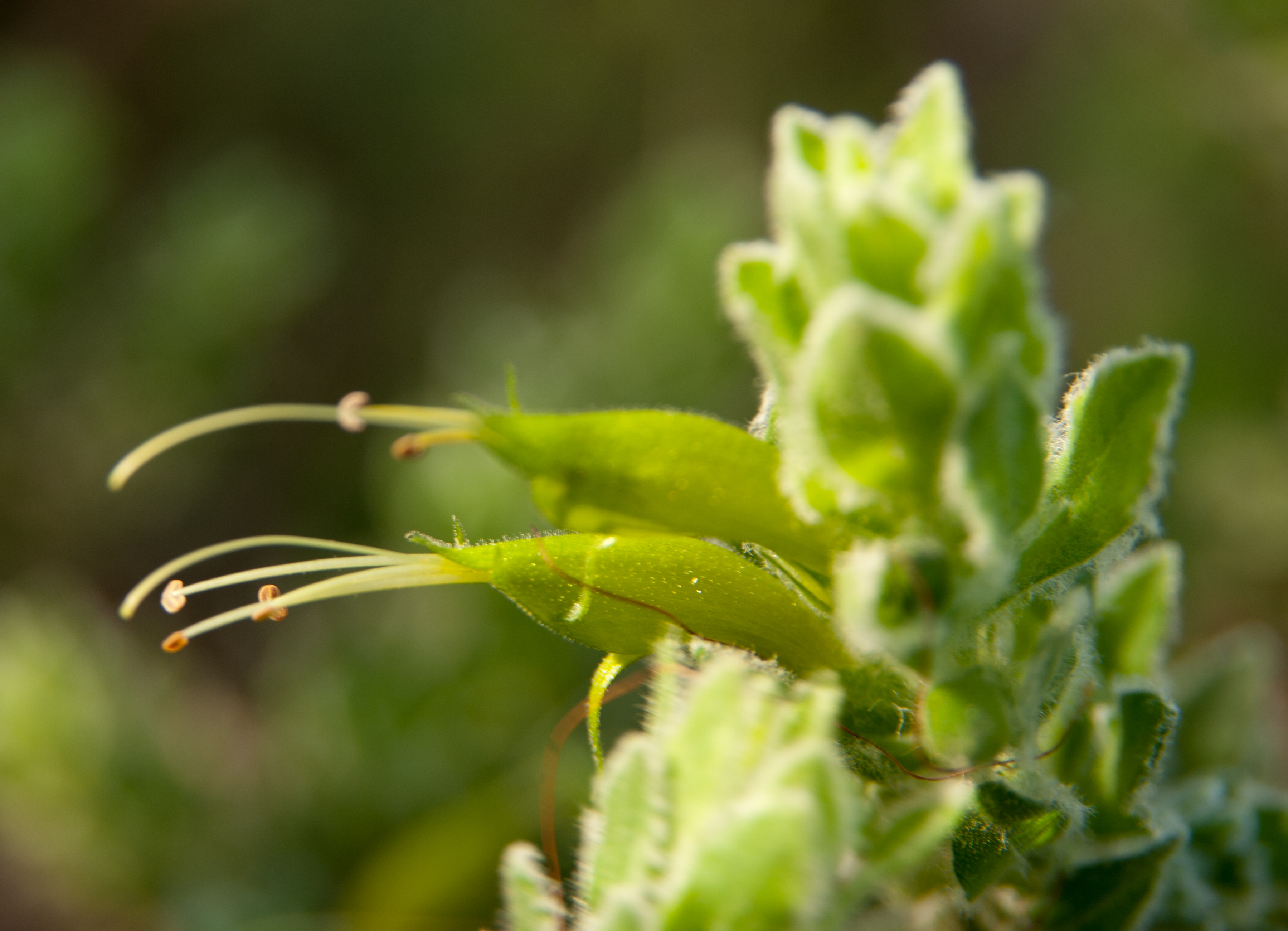
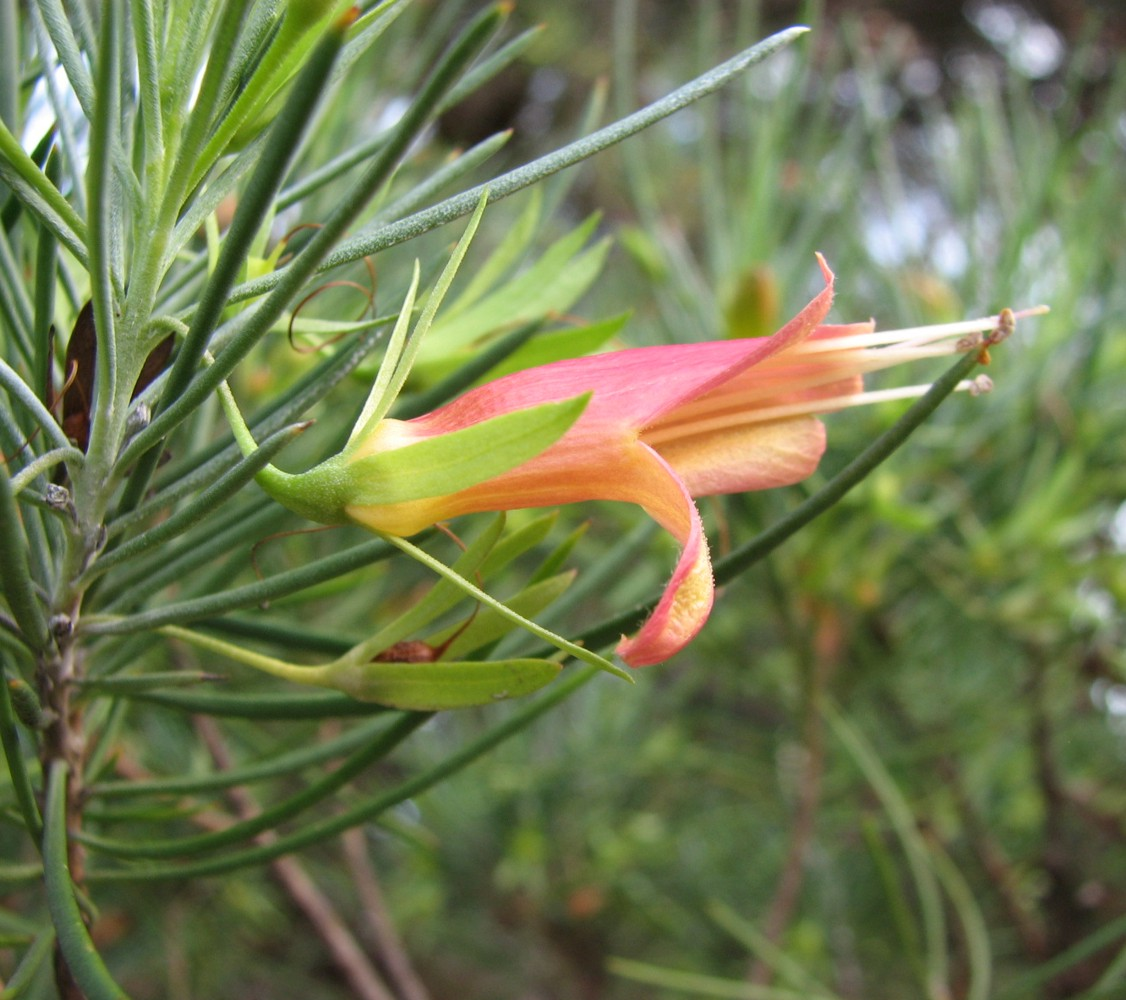